# شب حادثه
شب حادثه فیلمی به کارگردانی و نویسندگی سیروس الوند محصول سال ۱۳۶۷ است. این فیلم در رشت و تهران فیلمبرداری شده‌است.

## خلاصه داستان
امیر و همسرش هما، پس از سپری کردن تعطیلات عازم تهران هستند تا امیر به موقع در محل کارش، شرکت مخابرات، حاضر باشد. او هما را در رشت به خانهٔ خواهرش می‌رساند و به طرف پایتخت حرکت می‌کند. در بین راه با پسر بچه‌ای تصادف می‌کند و به تصور آن که کشته شده محل حادثه را ترک می‌کند. در تهران مردی به نام نادر به او اطلاع می‌دهد که کیف پولش را در محل حادثه یافته و از او اخاذی می‌کند. نادر خود را پدر کودک معرفی می‌کند. او نیز سال‌ها پیش یک پای خود را در تصادف از دست داده و مصمم است امیر را، به دلیل آن که از محل حادثه گریخته، زجر بدهد. بر اثر تلفن‌ها و مراجعه‌های مکرر نادر به خانهٔ امیر، هما نیز از ماجرا باخبر می‌شود. به مرور روشن می‌شود که فرزند نادر زنده است و او فقط قصد دارد از امیر و همسرش انتقام بگیرد. همسر نادر امیر را از قصد شوهرش مطلع می‌کند. موقعی که نادر قصد دارد هما را به قتل برساند امیر سر می‌رسد و همسرش را نجات می‌دهد.

## بازیگران
- بیژن امکانیان
- پرویز پورحسینی
- سوگند رحمانی
- گوهر خیراندیش
- طیب شرافتی
- شاپور بخشایی
- علیرضا منتظری
- ایران اسکندری
- بهرام محمدی
- مسعود رحمانی
- مختار سائقی
- محمدرضا دیانی
- ناصر شیربچه